# Bürgerpark Hafeninsel

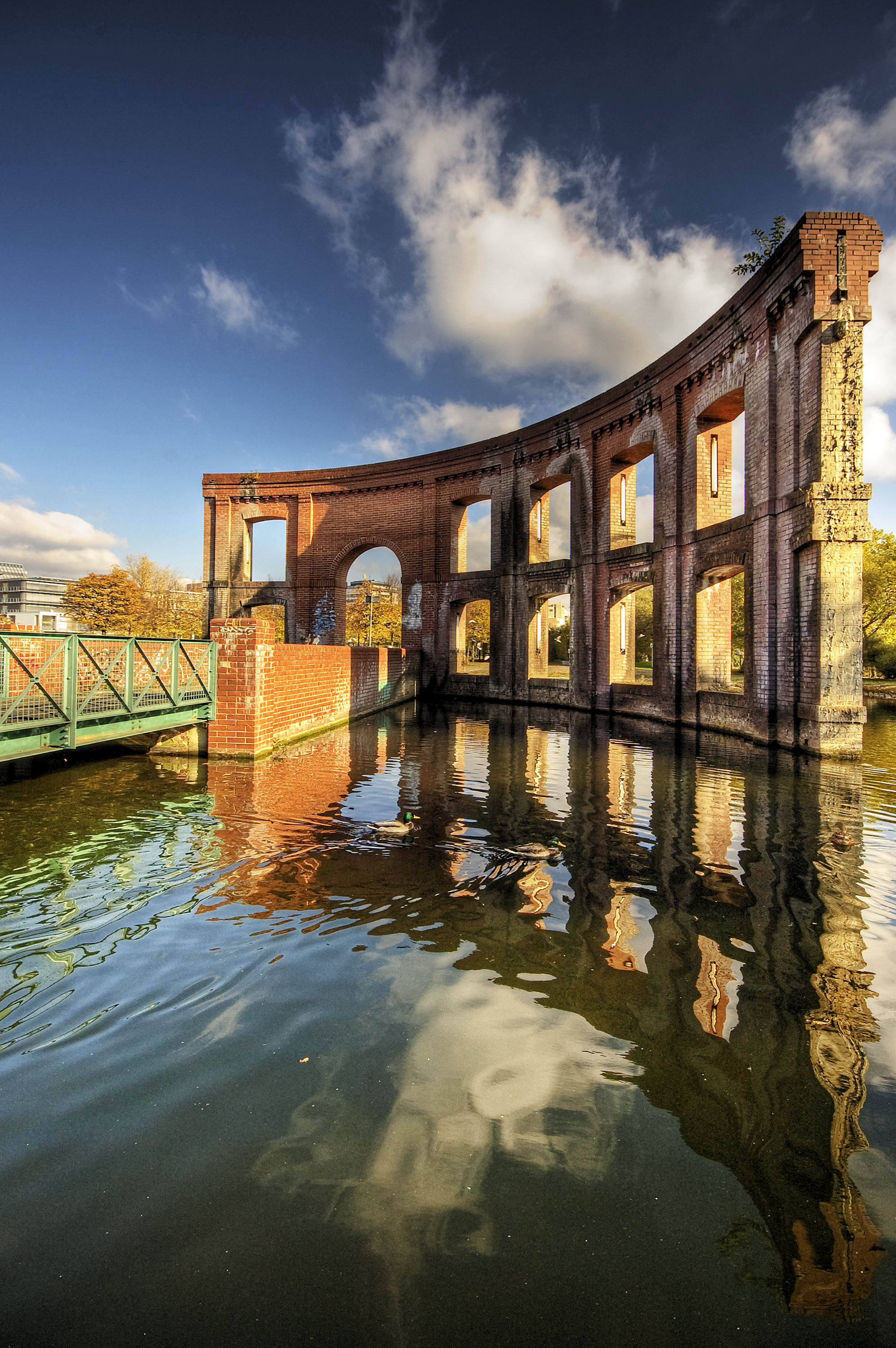
Wasseranlage im Bürgerpark

Der Bürgerpark Hafeninsel (oft nur Bürgerpark Saarbrücken) ist ein 9 ha großer innerstädtischer Park in Saarbrücken. Im Jahr 1989 wurde er mit dem Landschaftsarchitekturpreis des Bundes Deutscher Landschaftsarchitekten (BDLA) ausgezeichnet.

## Lage
Der Bürgerpark liegt in der Nähe des Saarbrücker Hauptbahnhofs und erstreckt sich entlang der Saar von Ost nach West. Im Osten begrenzt die Congresshalle den Park. Im Nordosten liegt eine Filiale der Deutschen Bundesbank und die Agentur für Arbeit. Im Nordwesten begrenzt ein Großkino den Park, im Westen ein Industriegelände der Steag Saar Energie. Durch die über das Areal verlaufende Westspangenbrücke der dort gemeinsam verlaufenden Bundesstraßen 51 und 268 sowie die dazugehörige Rampe und einen unter der Brücke liegenden Parkplatz wird das Gelände zweigeteilt.

## Geschichte
Der Bürgerpark liegt auf dem Gelände des einstigen Kohlehafens der Stadt, der sich auf einer Halbinsel befand, die von einem Altarm der Saar gebildet wurde. Von hier wurde seit dem späten 17. Jahrhundert Kohle verschifft. Schon nach dem Ende des Zweiten Weltkriegs gab es Überlegungen, das Trümmergebiet zu einer Grünanlage mit einer Kongresshalle aufzuwerten, doch die Pläne wurden nicht realisiert. Erst 1967 wurde die Kongresshalle am östlichen Ende des Parks gebaut. Die restliche Fläche lag brach. Mitte der 1980er Jahre gab es neue Überlegungen. In dieser Zeit wurde die Westspange erbaut, die die A 620 mit der A 623 verbinden sollte. Links und rechts der Brücke sollte ein Park entstehen.
Der Landschaftsarchitekt Peter Latz wurde beauftragt, ein Konzept für die zukünftige Nutzung zu erarbeiten. Vorgesehen war, einen Park zu schaffen, der moderne Elemente mit der Historie der Fläche integriert, gleichzeitig Teil der ökologischen Stadterneuerung darstellt und zertrennte Stadträume wieder verbindet. Die 9 ha große Fläche sollte zum Verweilen einladen und für die Bürger der Stadt zur Erholungsfläche werden. Gemeinsam mit Schülern, Studenten und Anwohnern grub und siebte Latz im Boden und nutzte das Gefundene zum Bau von Stützmauern, Wegen, Treppen und Hügeln. Es wurden ein Boule-Platz und eine Skateanlage integriert, Wiesenflächen, alte Baumgruppen, unter dem Schutt entdeckte Pflasterflächen und Mauerreste, ein kleines Amphitheater, eine Wasserfläche mit einem an Industrieanlagen erinnernden Wassertor, Heckengängen und Buschinseln, spontan gewachsene Natur sowie zahlreiche Baumalleen. So entstand eine Mischung aus Landschaftsgarten und Stadtpark.
Der Park wurde nach mehr als dreijähriger Bauzeit am 2. Juni 1989 durch den damaligen Saarbrücker Oberbürgermeister Hans-Jürgen Koebnick und die damaligen Ministerpräsidenten des Saarlandes Oskar Lafontaine und Nordrhein-Westfalens Johannes Rau offiziell eröffnet.
In den folgenden Jahren wurden einige Flächen im Norden des Parks bebaut. So entstand ein Großkino der Cinestar-Gruppe, die Saarbrücker Filiale der Agentur für Arbeit und eine Filiale der Bundesbank.

## Beschreibung

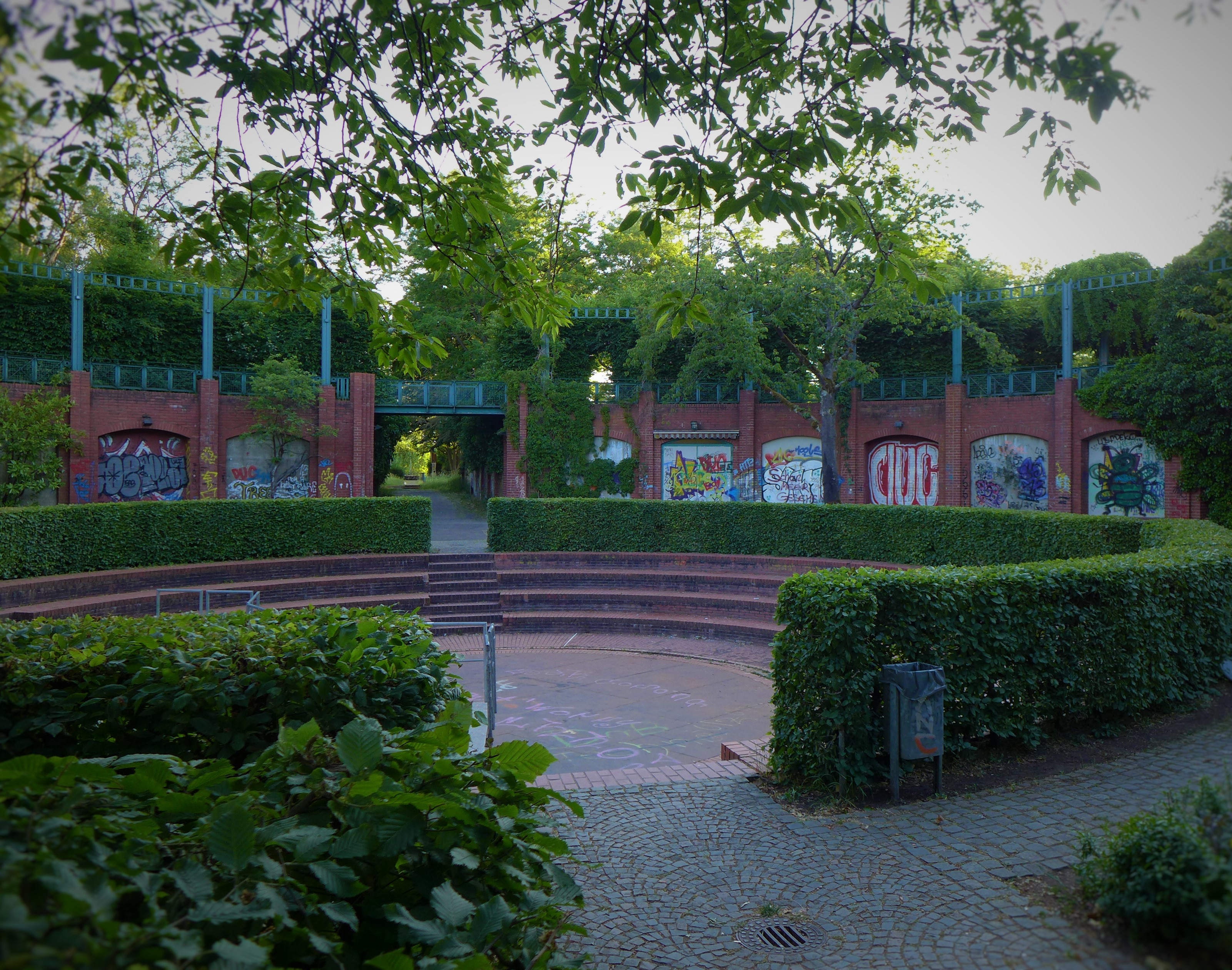
Rondell (mit abgedecktem Wasserbecken)
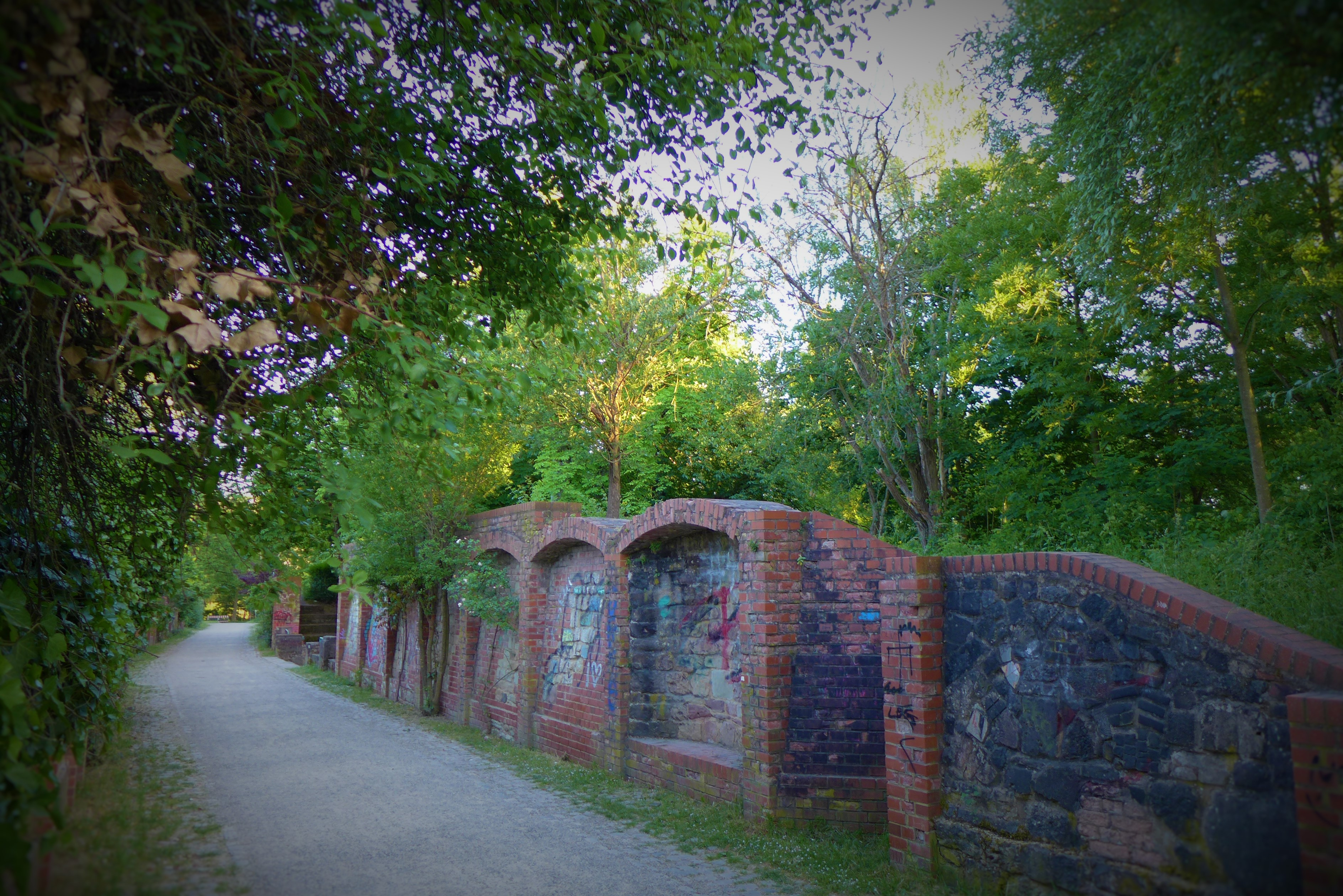
Bogenmauer
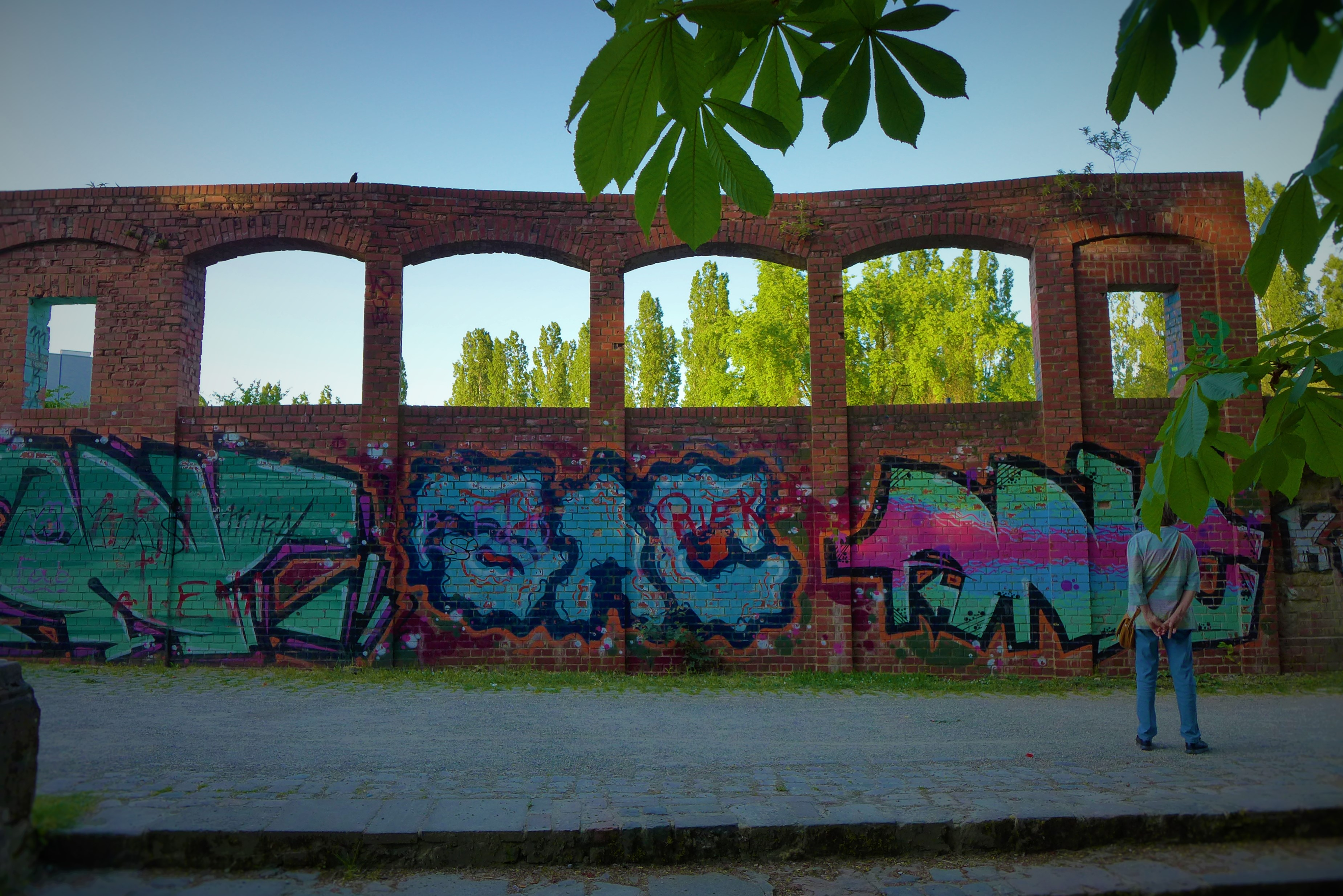
Arkade
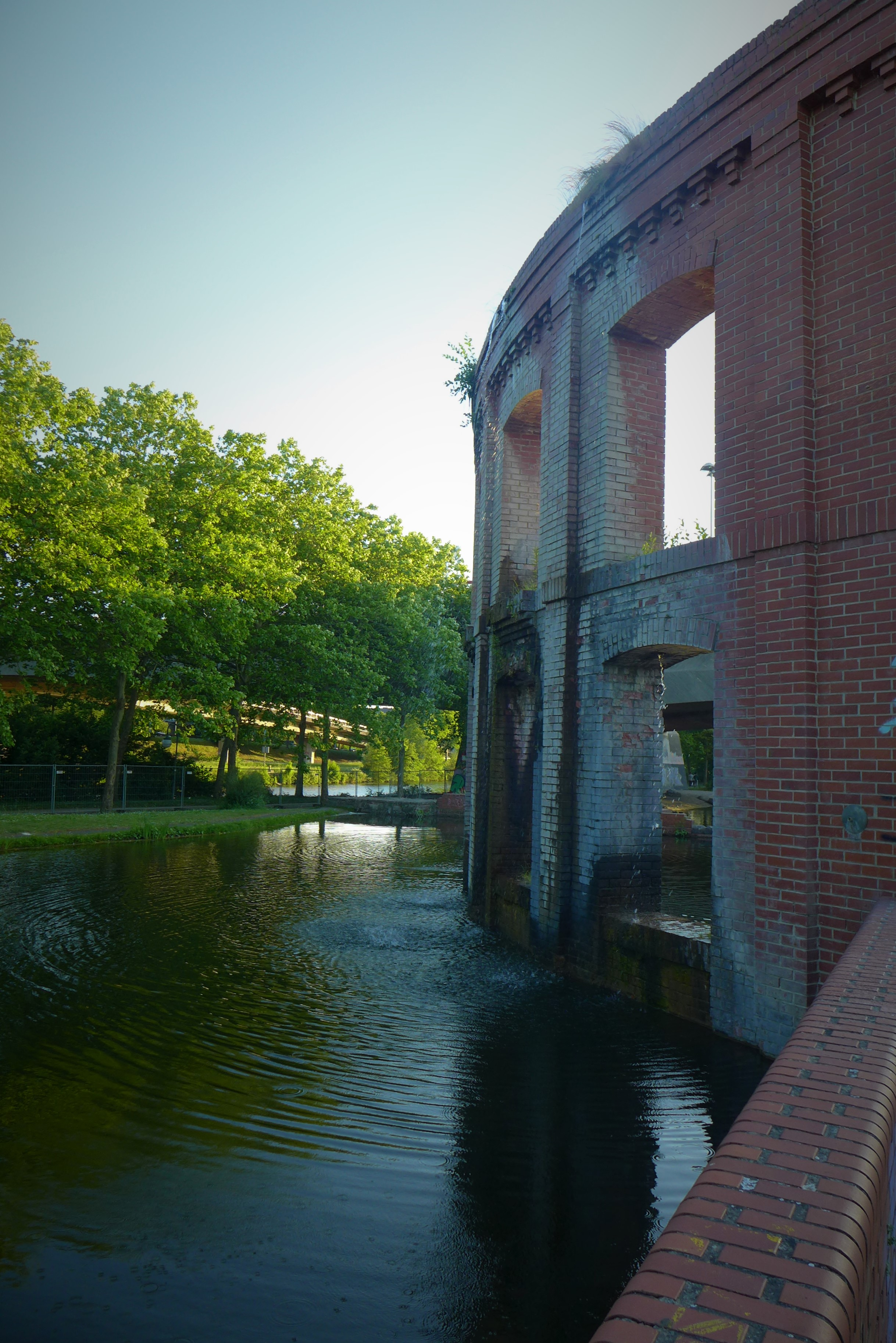
Wasserarkade
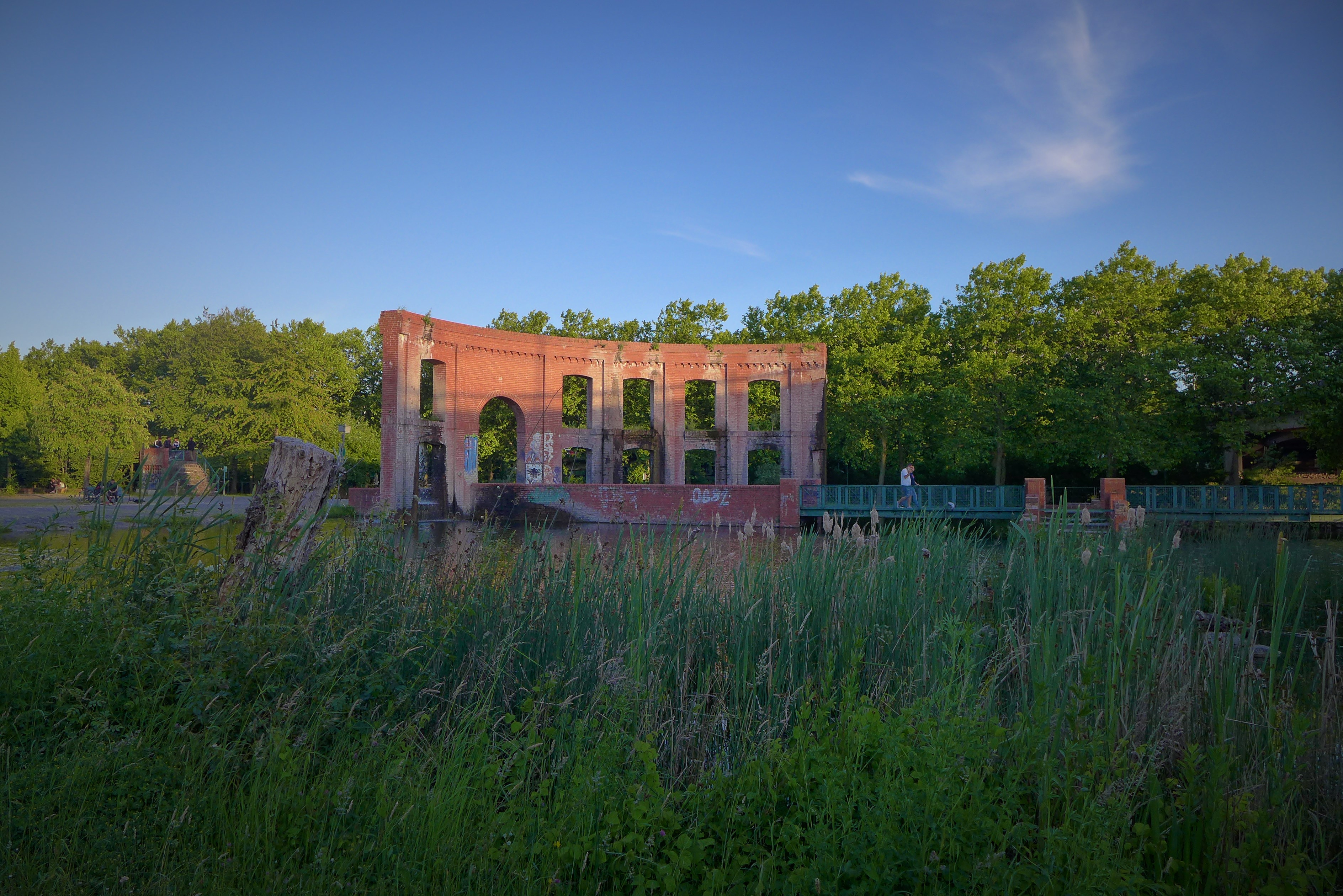
Wasserarkade
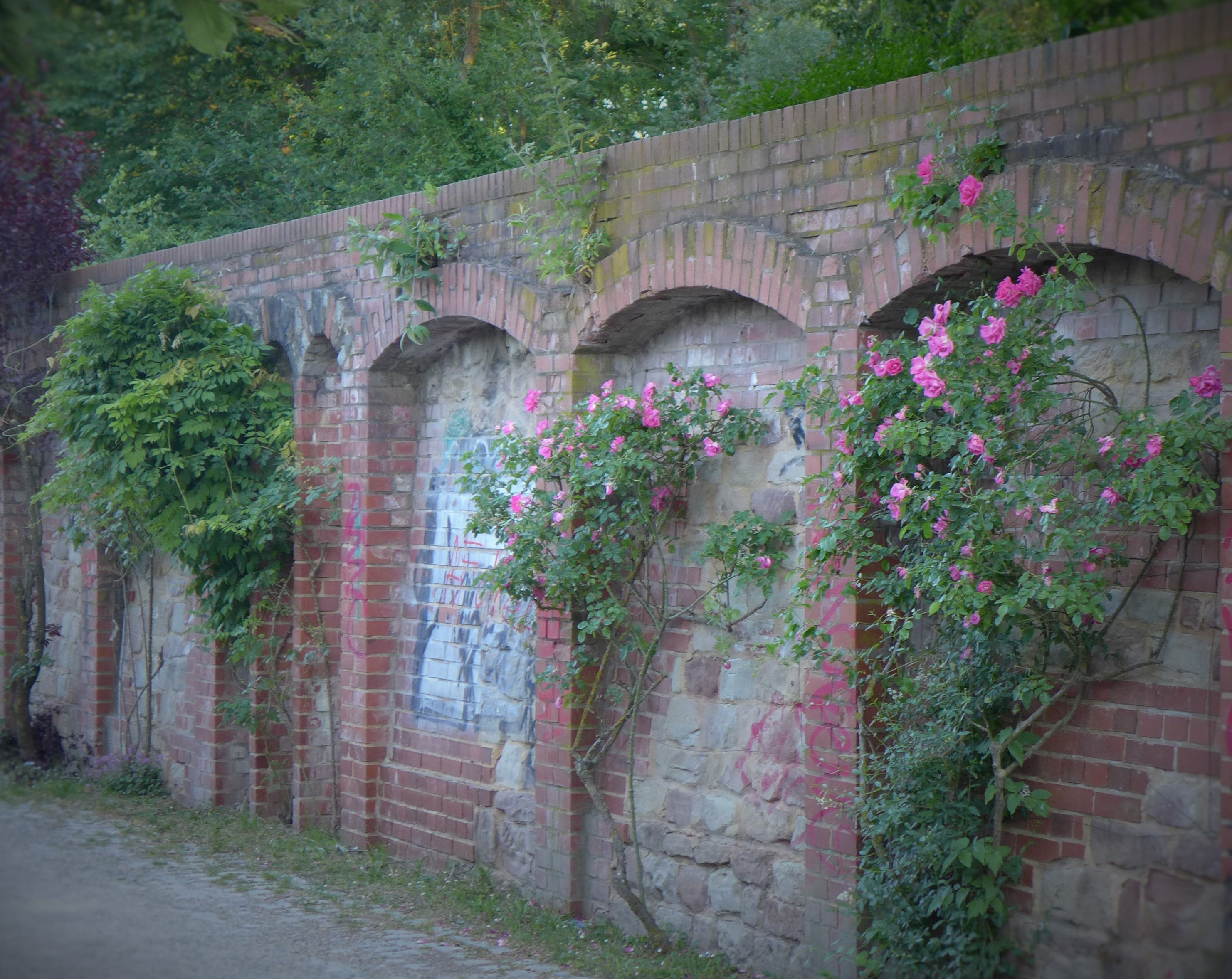
Rosenmauer
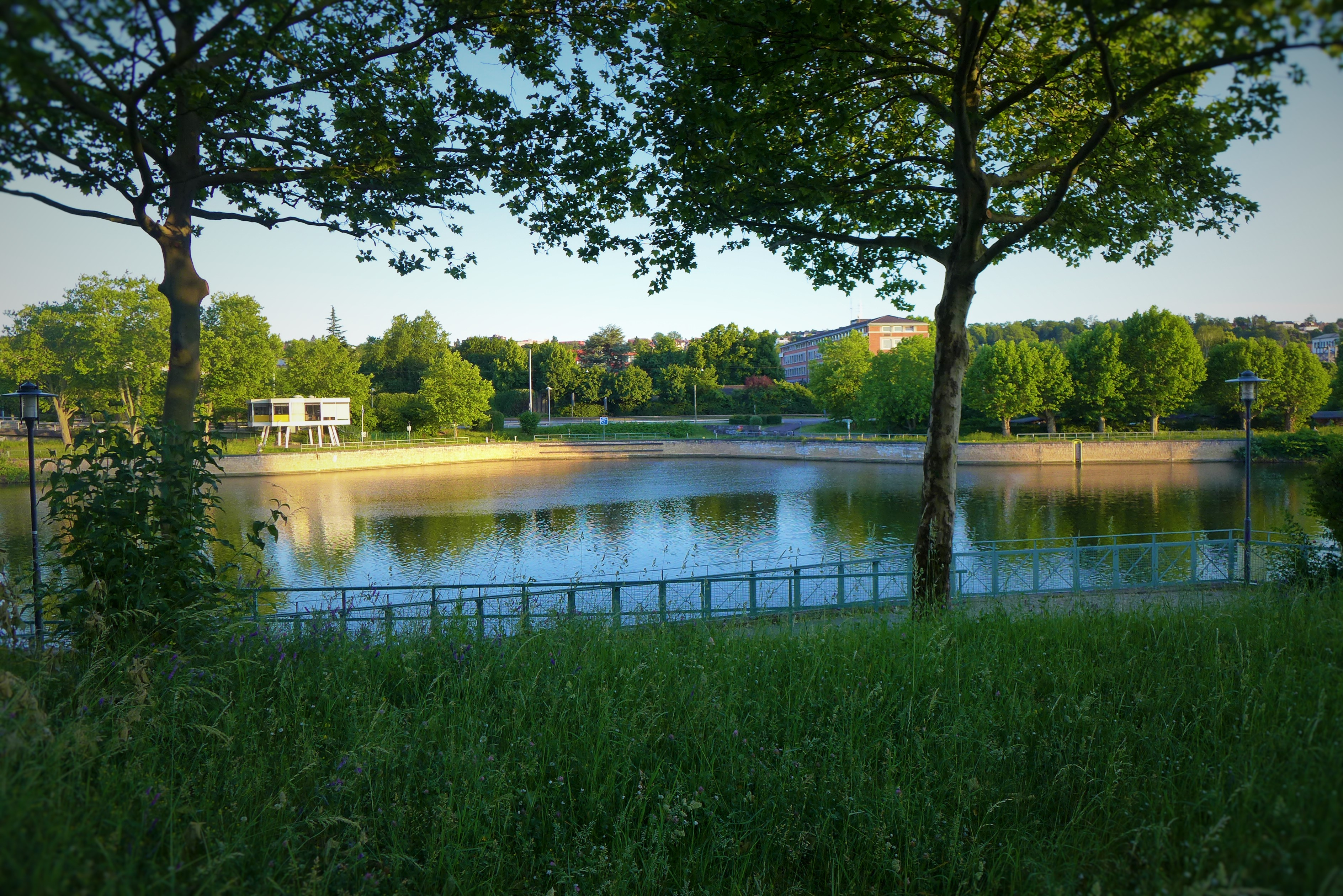
Blick auf die Saar
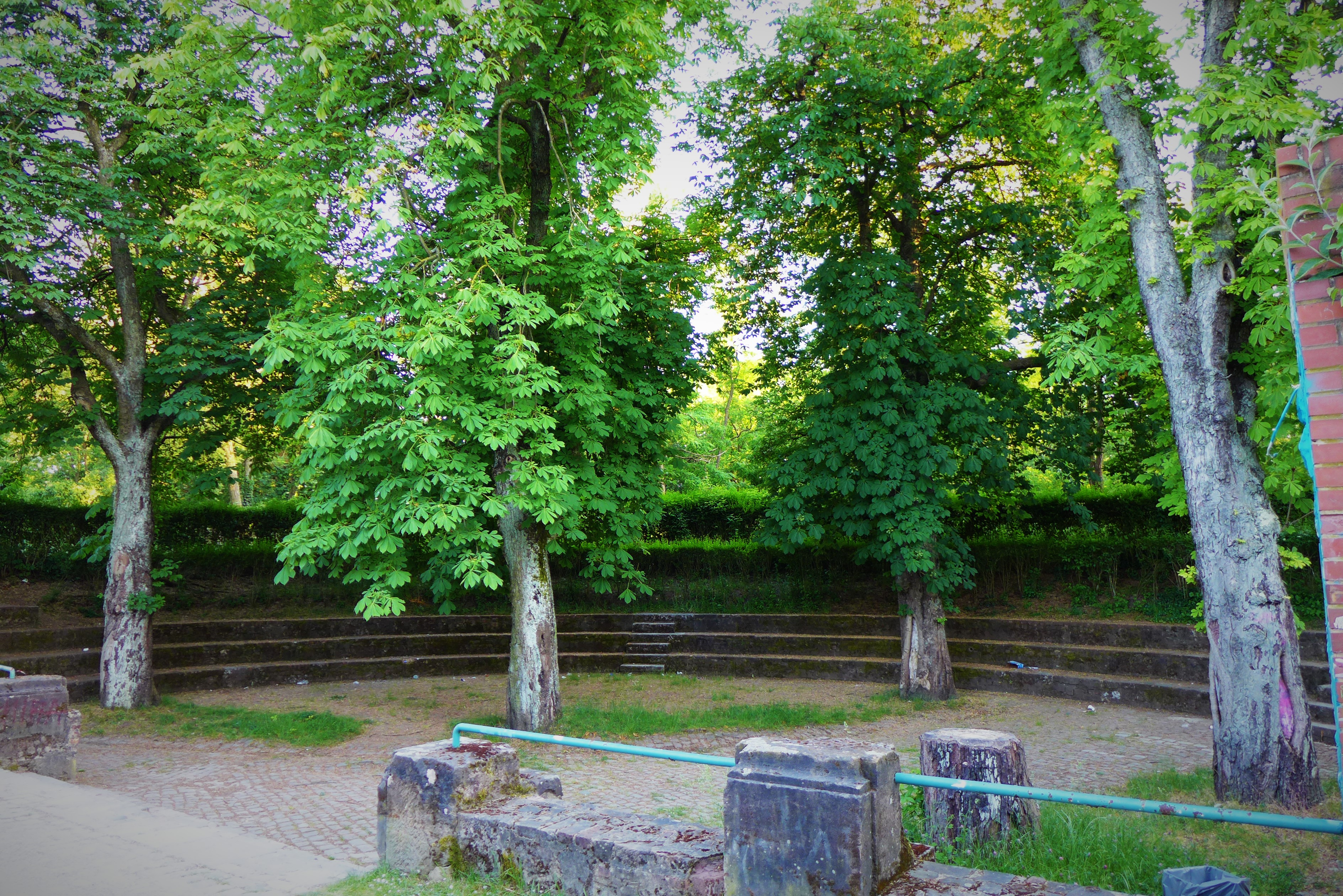
Freilichtbühne

Der Park wird von einem Netz aus Wegen und Pfaden durchzogen. Unter der Westspange befindet sich ein Parkplatz, der durch Buschheckengänge vom Park getrennt wurde. Als Verbindung zwischen östlichem und westlichem Teil dient eine größere Wasserfläche durch die ein Steg führt. Im Wasser wurden Fundamente mit roten Ziegelsteinen angedeutet. Im Mittelpunkt steht eine künstliche Ruine: eine Wasserwand, die sowohl an ein römisches Aquädukt als auch (wegen der Verwendung von roten Klinkern) an die Ruine einer Industrieanlage erinnern soll. Im Zentrum der Anlage liegt ein Rondell mit einer Wasserfläche, das auch für Konzerte und Aufführungen genutzt wird. Unter der Westspange liegt ein Skatepark mit einer Half-Pipe. Überall im Park lassen sich kleine Kunstwerke und Relikte aus der Montanzeit und der frühen Bebauung des Geländes finden. Die auf dem Schutt entstandene Vegetation weist viele seltene Arten auf, weshalb Pflege und Management auf deren Schutz abgestimmt sind.
Am Saarufer befindet sich eine Anlegestelle für Flusskreuzfahrtschiffe.

## Wanderung eines Caspar David
Die "Wanderung eines Caspar David" ist die einzige realisierte Skulptur im Bürgerpark. 

siehe Wanderung eines Caspar David